# Charlie Goode
Charles James Goode, detto Charlie (Watford, 3 agosto 1995), è un calciatore inglese, difensore dello Stevenage.

## Carriera
Cresciuto nel settore giovanile del Fulham, ha poi trascorso alcune stagioni giocando a livello non professionistico nelle serie minori inglesi. Il 10 giugno 2015 viene tesserato dallo Scunthorpe United, con cui resta per quattro anni; il
31 gennaio 2019 viene ceduto in prestito al Northampton Town, che lo acquista poi a titolo definitivo il 3 luglio seguente, facendogli firmare un triennale. Dopo aver ottenuto la promozione in Football League One con Cobblers, il 19 agosto 2020 passa al Brentford, con cui si lega fino al 2024. Con il club biancorosso conquista la promozione in Premier League, che mancava alla squadra londinese da 74 anni.

## Statistiche

### Presenze e reti nei club
Statistiche aggiornate al 18 dicembre 2023.
| Stagione                 | Squadra                  | Campionato               | Campionato | Campionato | Coppe nazionali | Coppe nazionali | Coppe nazionali | Coppe continentali | Coppe continentali | Coppe continentali | Altre coppe | Altre coppe | Altre coppe | Totale | Totale | Totale |
| Stagione                 | Squadra                  | Comp                     | Pres       | Reti       | Comp            | Pres            | Reti            | Comp               | Pres               | Reti               | Comp        | Pres        | Reti        | Pres   | Reti   |        |
| ------------------------ | ------------------------ | ------------------------ | ---------- | ---------- | --------------- | --------------- | --------------- | ------------------ | ------------------ | ------------------ | ----------- | ----------- | ----------- | ------ | ------ | ------ |
| 2015-2016                | Scunthorpe United        | FL1                      | 10         | 1          | FACup+CdL       | 3+0             | 0               | -                  | -                  | -                  | EFLT        | 1           | 1           | 14     | 2      |        |
| 2016-2017                | Scunthorpe United        | FL1                      | 20         | 0          | FACup+CdL       | 1+1             | 0               | -                  | -                  | -                  | EFLT        | 5           | 0           | 27     | 0      |        |
| 2017-2018                | Scunthorpe United        | FL1                      | 13         | 1          | FACup+CdL       | 2+1             | 0               | -                  | -                  | -                  | EFLT        | 3           | 0           | 19     | 1      |        |
| 2018-gen. 2019           | Scunthorpe United        | FL1                      | 21         | 3          | FACup+CdL       | 1+1             | 0               | -                  | -                  | -                  | EFLT        | 2           | 0           | 25     | 3      |        |
| Totale Scunthorpe United | Totale Scunthorpe United | Totale Scunthorpe United | 64         | 5          |                 | 10              | 0               |                    | -                  | -                  |             | 11          | 1           | 85     | 6      |        |
| gen.-giu. 2019           | Northampton Town         | FL2                      | 17         | 0          | FACup+CdL       | -               | -               | -                  | -                  | -                  | EFLT        | -           | -           | 17     | 0      |        |
| 2019-2020                | Northampton Town         | FL2                      | 36+3       | 3          | FACup+CdL       | 5+0             | 1+0             | -                  | -                  | -                  | EFLT        | 1           | 0           | 45     | 4      |        |
| Totale Northampton Town  | Totale Northampton Town  | Totale Northampton Town  | 53+3       | 3          |                 | 5               | 1               |                    | -                  | -                  |             | 1           | 0           | 62     | 4      |        |
| 2020-2021                | Brentford                | FLC                      | 8          | 0          | FACup+CdL       | 1+3             | 0               | -                  | -                  | -                  | -           | -           | -           | 12     | 0      |        |
| 2021-gen.2022            | Brentford                | PL                       | 6          | 0          | FACup+CdL       | 0+2             | 0               | -                  | -                  | -                  | -           | -           | -           | 7      | 0      |        |
| gen.-giu.2022            | Sheffield Utd            | FLC                      | 2          | 0          | FACup+CdL       | 0+0             | 0               | -                  | -                  | -                  | -           | -           | -           | 2      | 0      |        |
| 2022-gen.2023            | Brentford                | PL                       | 0          | 0          | FACup+CdL       | 0+0             | 0               | -                  | -                  | -                  | -           | -           | -           | 0      | 0      |        |
| gen.-giu.2023            | Blackpool                | FLC                      | 2          | 0          | FACup+CdL       | 1+0             | 0               | -                  | -                  | -                  | -           | -           | -           | 3      | 0      |        |
| 2023-2024                | Brentford                | PL                       | 0          | 0          | FACup+CdL       | 0+0             | 0               | -                  | -                  | -                  | -           | -           | -           | 0      | 0      |        |
| Totale Brentford         | Totale Brentford         | Totale Brentford         | 14         | 0          |                 | 6               | 0               |                    | -                  | -                  |             | -           | -           | 19     | 0      |        |
| Totale carriera          | Totale carriera          | Totale carriera          | 135+3      | 8          |                 | 22              | 1               |                    | -                  | -                  |             | 12          | 1           | 171    | 10     |        |

## Palmarès

### Club

#### Competizioni regionali
- London Senior Cup: 1

Hendon: 2014-2015